# Marbjerg, Ålborg
Marbjerg är en kulle i Danmark.   Den ligger i Ålborgs kommun i Region Nordjylland, i den norra delen av landet, 240 km nordväst om Köpenhamn. Toppen på Marbjerg är 42 meter över havet. Närmaste större samhälle är Lögstör, 9,9 km väster om Marbjerg. Trakten runt Marbjerg består till största delen av jordbruksmark.